# 1831 ve fotografii
Tento článek obsahuje významné fotografické události v roce 1831.

## Narození v roce 1831
- 8. března – Félix Bonfils, francouzský fotograf († 9. dubna 1885)
- 14. června – Harald Andreas Nielsen, norský herec a fotograf († 17. března 1882)
- ? – Léon Crémière, francouzský fotograf († 1913)
- ? – Alexander Henderson, kanadský fotograf skotského původu († 4. dubna 1913)
- ? – Henri Le Lieure, francouzský fotograf († 19. prosince 1914)
- ? – Pierre Petit, francouzský litograf a portrétní fotograf (15. srpna 1832 – 16. února 1909)
- ? – Genzó Maeda, japonský fotograf a lékař († 1906)
- ? – Kuwadžiró Horie, japonský fotograf (1831–1866)
- ? – Louis Vignes, fotograf
- ? – Théophile-Narcisse Chauvel, fotograf
- ? – Eugène Appert, fotograf
- ? – Henri Sauvaire, fotograf
- ? – James Chapman, fotograf a cestovatel
- ? – Achille Quinet, fotograf
- ? – Arnold Overbeck, fotograf
- ? – Fred Kruger, australský fotograf německého původu známý svými ranými fotografiemi krajiny a domorodých obyvatel ve Victorii v Austrálii (18. dubna 1831 – 15. února 1888)
- ? – Benjamin Simpson, britský chirurg a fotograf aktivní v Indii, Nepálu a Kandaháru (31. března 1831 – 27. června 1923)